# Arhopala conjuncta
Arhopala conjuncta är en fjärilsart som beskrevs av Corbet 1941. Arhopala conjuncta ingår i släktet Arhopala och familjen juvelvingar. Inga underarter finns listade i Catalogue of Life.